# ووادیسواف ژمودا
ووادیسواف آنتونی ژمودا (لهستانی: Władysław Antoni Żmuda؛ تلفظ لهستانی: [vwaˈdɨswaf]؛ زادهٔ ۶ ژوئن ۱۹۵۴) یک بازیکن فوتبال اهل لهستان بود.
وی همچنین در تیم ملی فوتبال لهستان بازی کرده‌است و بهترین بازیکن جوان جام جهانی فوتبال ۱۹۷۴ در آلمان شده‌است.